# Байдеряково (Шемуршинський район)
Байдеря́ково (рос. Байдеряково, чув. Патирек) — присілок у складі Шемуршинського району Чувашії, Росія. Входить до складу Трьохбалтаєвського сільського поселення.
Населення — 511 осіб (2010; 599 у 2002).
Національний склад:
- татари — 56 %